# BMW R1200 RS
La BMW R1200 RS è una moto di tipo turismo sportivo costruita dalla casa motociclistica tedesca BMW Motorrad dal 2015 al 2018.
La produzione ha avuto luogo nello stabilimento BMW di Berlino ed è stata avviata nei primi mesi del 2015 mentre le vendite sono iniziate a metà dello stesso anno.

## Profilo e tecnica
La R 1200 RS (nome in codice K54) è una motocicletta semi-carenata che è in gran parte basata sulla R 1200 R del 2014 con cui condivide il motore boxer bicilindrico, la forcella a steli rovesciati dal diametro di 46 mm e anche la ciclistica. La moto è stata presentata nel settembre 2014 all'Intermot. Il suffisso RS sta per “Reise Sport” (viaggio sport in italiano).
Il propulsore ha una cilindrata totale di 1170 cm³ con un rapporto di compressione pari a 12.5:1 e alesaggio e corsa che misurano rispettivamente 101 x 73 mm.; la potenza erogata è di 125 CV a 7.750 giri/min mentre la coppia motrice è di 125 Nm a 6.500 giri/min. Altre caratteristiche sono la distribuzione bialbero a 8 valvole con contralbero di equilibratura e il sistema di raffreddamento misto liquido-aria. L'alimentazione è a iniezione elettronica. Il telaio è costruito in tubi di acciaio composto da due componenti principali imbullonate al blocco motore che svolge anche la funzione portante. Il sistema sospensivo posteriore utilizza la tipologia proprietaria denominata "Paralever" dotato di forcella in alluminio monobraccio con un singolo ammortizzatore a regolazione del precarico della molla tramite un'apposita manopola apposta sul manubrio.
L'estetica presenta grossi richiami alla S 1000 RR, riprendendone elementi come i caratteristici doppi fari con gruppi ottici asimmetrici.
La frizione è a bagno d'olio ad azionamento idraulico ed è dotata di funzione antisaltellamento. Il sistema frenante, dotato di serie dell'ABS, è composto all'anteriore da due dischi che misurano 320 mm di diametro con pinza dotata di 4 pistoncini, mentre il freno a disco posteriore a 2 pistoncini misura 276 millimetri. L'interasse è di 1530 mm, con una lunghezza totale della moto di 2202 mm mentre il peso in ordine di marcia è di 236 kg. Gli pneumatici anteriori misurano 120/70 ZR 17, quelli posteriori 180/55 ZR 17.